# Nhót hoa có cạnh
Nhót hoa có cạnh (danh pháp khoa học: Elaeagnus gonyanthes) là một loài thực vật có hoa trong họ Elaeagnaceae. Loài này được Benth. mô tả khoa học đầu tiên năm 1853.